# Georgina Rodríguez
	Georgina Rodríguez Hernández  (n. 27 ianuarie 1994, Buenos Aires, Argentina) este un fotomodel și o moderatoare de televiziune spaniolă și argentiniană.